# Christian Friedrich Michaelis (Philosoph)
Christian Friedrich Michaelis (* 3. September 1770 in Leipzig; † 1. August 1834 ebenda) war ein deutscher Philosoph, Musikästhetiker und Schriftsteller.

## Leben
Michaelis war der Sohn eines Arztes und studierte ab 1787 an der Universität Leipzig, ab 1792 in Jena. 1793 wurde er Privatdozent in Leipzig und veröffentlichte zahlreiche philosophische Artikel und Schriften, darunter das Werk Ueber den Geist der Tonkunst. Seine Hoffnungen auf eine Professur scheiterten, vermutlich aufgrund seiner Nähe zu Johann Gottlieb Fichte, der 1799 infolge des Atheismusstreits entlassen wurde.

## Werke
- Über den Geist der Tonkunst mit Rücksicht auf Kants Kritik der ästhetischen Urtheilskraft. Schäfersche Buchhandlung, Leipzig 1795 (Digitalisat), Zweiter Versuch (1800) (Digitalisat)
- Philosophische Rechtslehre zur Erläuterung über J. G. Fichte's Grundlage des Naturrechts : nebst einem Auszuge derselben, mit Rücksicht auf J. Kant's Entwurf zum ewigen Frieden und Metaphysische Anfangsgründe der Rechtslehre.  Reinicke und Hinrichs, Leipzig Teil I (1797) (Digitalisat), Teil II (1798) (Digitalisat)
- Aufruf an die Menschheit bei dem Antritt eines neuen Jahrhunderts. Ohne Ort 1801 (Digitalisat)
- Geist aus Friedrich Schillers Werken … Baumgärtnersche Buchhandlung, Leipzig 1805 (Digitalisat)
- Pestalozzi’s Elementarunterricht. Leipzig 1804 (Digitalisat)
- Anekdoten und Bemerkungen, Musik betreffend … des A. Burgh … Baumgärtnersche Buchhandlung, Leipzig 1820 (Digitalisat)
- Allgemeine Geschichte der Musik … von Thomas Busby … Baumgärtnersche Buchhandlung, Leipzig Teil I (1821) (Digitalisat), Teil II (1822) (Digitalisat)